# Japán Tengerészeti Véderő
A japán Tengerészeti Véderő (japánul: 海上自衛隊, átírással: Kaidzsó Dzsieitai, magyarul: „tengerészeti önvédelmi erő”), Japán haditengerészete, a Japán Önvédelmi Erők tengeri haderőneme, a második világháború végéig létező Japán Császári Haditengerészet utóda.
A nagyrészt rombolókból álló tengeri erők hajói főként japán felségvizeken tartózkodnak. A hasonló méretű haditengerészetekhez képest nem tartanak támadófegyvereket, mivel védelmi jellegűek. Feladatuk a japán szigetek védelme, az ország határainak és vizeinek felügyelete. Az utóbbi években azonban néhány ENSZ békefenntartó küldetésben is részt vettek.
A haderőnem alkalmazottainak száma csaknem eléri a 46 ezer főt. A nagyméretű hajók száma 100, ezek közül 54 romboló és fregatt, 28 aknaszedő, 9 járőrhajó és 9 kétéltű hajó. A szolgálatban levő tengeralattjárók száma 20.
A 2008 előtt vízre bocsátott hajókon JDS (Japanese Defense Ship, japán védelmi hajó) előtag látható, a később szolgálatba állítottakon JS (Japanese Ship, japán hajó). A változtatás oka, hogy a Japán Védelmi Ügynökség újonnan a Védelmi Minisztérium nevet viseli.

## Történelem
A hidegháború alatt Japán kulcsfontosságú szövetségese, az Amerikai Egyesült Államok egyre inkább szorgalmazta, hogy a japánok saját védelmüket ne teljesen az amerikai csapatokra támaszkodva biztosítsák. 1952. április 28-án a San Franciscó-i egyezmény életbe lépésével megalakult a tengerészeti őrség, egy a Tengerészeti Biztonsági Ügynökségtől teljesen független szervezet. Feladata a japán szigetek védelme lett. A tengerészeti erőket jelenlegi formájukban az 1954-es önvédelmi erőkről szóló törvény hozta létre, mint a Japán Önvédelmi Haderők tengeri részét.
Első hadihajói korábbi amerikai rombolók voltak, úgymint a két Gleaves osztályú (a USS Ellyson (DD–454) Aszakaze (DD–181), a USS Macomb (DD–458) pedig Hatakaze (DD–182) lett) valamint egy Fletcher osztályú (a USS Heywood L. Edwards (DD-663) Ariake (DD–183) lett), amelyeket a japánok 1954-ben vettek át. Az első önállóan gyártott rombolóosztályuk a Harukaze osztály lett, melynek első egysége 1956-ban érkezett a haderőhöz a második világháború óta, a Harukaze. A hidegháború idején a Szovjet Haditengerészet tengeralattjáró-flottájának mérete és ereje miatt a japán haditengerészet elsődleges feladata a tengeralattjáró-elhárítás volt. Hajóegységei javarészt emiatt nagyrészt rombolók több típusából áll.
A hidegháború végeztével feladatai teljesen megváltoztak. Első kiküldetése 1993-ban volt Kambodzsában és azóta szerves része az ENSZ békefenntartó csapatainak Ázsiaszerte. 1993-ban vízre bocsátották az első AEGIS harcászati rendszerrel felszerelt japán hadihajót, a Kongót. Az egyre növekvő japán–északi-koreai ellentét és a koreai rakétatesztek a Japán-tenger felett, szükségessé tették a haditengerészet légvédelmi rendszerének fejlesztését. Számos hajót szereltek fel ellenrakétákkal. Az amerikai Enduring Freedom hadművelet során néhány japán rombolót az Indiai-óceánra vezényeltek hajóút-biztosítási feladattal.